# 广智禅寺
广智禅寺，位于北京市房山区青龙湖镇晓幼营村，是汉传佛教寺院。

## 简介
房山区青龙湖镇晓幼营村西的吕峪沟，因为有环秀禅寺、广智禅寺，而被当地村民俗称为“庙沟”。这里过去长年的开山采石，导致植被破坏，环境恶化。
广智禅寺是明代建筑，坐西朝东，占地面积约五亩，前低后高呈梯形分布。广智禅寺原有两座殿，现存建筑为一座大殿及石塔。现存的这座大殿是砖石结构的无梁殿。
2012年某夜，郭某和李某两人开着工地用的货车来到广智禅寺，将寺碑碑座装上车，正准备盗窃另一块石供桌上的残缺俯莲时，被群众发现并报警。北京市房山区人民法院以盗窃罪判处郭某有期徒刑1年，判处李某有期徒刑10个月，各处罚金1000元。
房山区文物部门及青龙湖镇政府长期没有采取任何有效手段保护广智禅寺文物。2013年，广智禅寺大殿门上镶嵌的“观音宝殿”石匾被撬走。房山区文物部门接到记者举报后，才知道文物丢失。2014年，在大殿背后的一处高台上发现一处盗洞。
2016年春，房山区文化委员会争取到北京市级资金110余万元人民币，启动修缮广智禅寺大殿及院落、塔。房山区同期启动的还有北窖娘娘庙修缮工程。同年，在修缮广智禅寺过程中，施工单位在已失窃的“观音宝殿”石匾位置安装了一块新制的简体字石匾，由于材质和字样都同原匾相差悬殊，被文物爱好者向媒体举报。经媒体曝光后，国家文物局的有关领导来到现场，开会指示修缮工作。此后施工单位制作并安装了一块与失窃的原件相仿的“观音宝殿”青石匾额，制作工艺也明显提升。
2012年，“广智禅寺”被定为北京市房山区普查登记文物，2013年1月挂普查登记文物牌。2013年，广智禅寺被定为北京市房山区文物保护单位。